# 비치그로브 (켄터키주 풀턴군)
비치 그로브(Beech Grove)는 미국 켄터키주 풀턴 카운티에 소재한 농촌 촌락형 군현 도시이다. 왓슨(Watson)이라고도 불린다.